# The Beatles: Rock Band
The Beatles: Rock Band es un videojuego de música desarrollado por Harmonix Music Systems, publicado por MTV Games y distribuido por Electronic Arts. Es el tercer gran lanzamiento de la serie de videojuegos musicales Rock Band y, al igual que los otros juegos de la serie, permite a los jugadores simular la interpretación de música rock utilizando controladores en forma de instrumentos musicales. La banda sonora del juego consta de 45 canciones del popular grupo británico de rock The Beatles y cuenta con representaciones virtuales de los miembros de la banda tocando las canciones. Canciones adicionales y álbumes de The Beatles fueron puestos a disposición para el juego como contenido descargable.
El juego fue lanzado internacionalmente el 9 de septiembre de 2009, coincidiendo con el lanzamiento de las nuevas versiones remasterizadas en discos compactos de los álbumes de The Beatles. Incorpora muchas de las características de la serie Rock Band, sin embargo, este juego no es una expansión para la serie Rock Band, y el contenido de este no es compatible con otros títulos de dicha serie. El cofundador de Harmonix, Alex Rigopulos, describió al juego como: "[...] un nuevo juego completamente creado desde cero". La jugabilidad difiere a la de los anteriores títulos de Rock Band, incluyendo la adición de tres partes vocales para la armonía.
El juego fue desarrollado con el consentimiento y el apoyo fundamental de Apple Corps, incluyendo el de los antiguos miembros de The Beatles, Sir Paul McCartney y Ringo Starr. El hijo de George Harrison, Dhani, ayudó a disminuir las discusiones entre Harmonix y Apple Corps, mientras que Giles Martin, hijo del productor de The Beatles George Martin, aseguró que se utilizarían las versiones de alta calidad de las canciones de The Beatles.
The Beatles: Rock Band fue bien recibido por la prensa, tanto como un medio efectivo para experimentar la música y la historia de The Beatles, como un independiente videojuego musical. Aunque las ventas del juego fueron consideradas respetables, con más de medio millón de unidades vendidas durante su primer mes de lanzamiento en los Estados Unidos, los analistas habían proyectado grandes volúmenes de ventas y atribuyeron la disminución de ventas a la lenta recuperación de la industria de los videojuegos debido a la crisis económica de finales de los años 2000.

## Jugabilidad
The Beatles: Rock Band permite que hasta un total de seis jugadores incluyendo a John Lennon, Paul McCartney, George Harrison y Ringo Starr lleven a cabo interpretaciones simuladas de música rock con la capacidad de jugar en tres diferentes controles en forma de instrumentos musicales (un controlador en forma de guitarra para la guitarra líder y el bajo, un controlador de batería, y hasta tres micrófonos para las voces). Los jugadores simulan estar tocando la música mediante el uso de sus controladores para reproducir las notas que se desplazan a través de la pantalla. Para la guitarra líder y el bajo esto se logra presionando botones de colores que imitan ser los trastes, y empujando la palanca del controlador para el rasgueo; para la batería se requiere apretar la parte superior de los tambores haciendo coincidir las notas de colores de la pantalla, o pisando el pedal para simular tocar el bombo. Para jugar por medio de la voz en los micrófonos, el jugador debe cantar la canción en la altura relativa de las voces originales. Un indicador en la pantalla muestra la precisión de la entonación del cantante en relación con la original. Para las canciones con voces en varias partes, los jugadores solo tienen que permanecer en tono con el cantante líder para conseguir puntos y mantener su medidor de rendimiento, pero los jugadores ganan bonos adicionales de puntuación cuando se completa con éxito las frases en armonía.
Como en los juegos anteriores de Rock Band, al presionar con éxito las notas adecuadas en la secuencia hace ganar puntos al jugador y aumenta su "medidor de rendimiento". Si un jugador no coincide con las notas, su desempeño en el medidor de rendimiento baja. Si se vacía el medidor el jugador se ve obligado a abandonar la actuación, que a su vez hace que el rendimiento general de la banda disminuya. Cualquier jugador que sea retirado del juego puede ser "salvado" si otro jugador activa "Beatlemania" (denominada "Overdrive" en los anteriores títulos de Rock Band), que es conseguida al completar con éxito las frases marcadas. Beatlemania también puede ser usada para aumentar temporalmente la cantidad de puntos que gana la banda. La activación de Beatlemania es específica en cada "instrumento". Para la guitarra, el controlador debe estar temporalmente desplazado en una posición vertical, para la batería, una parte específica del tambor debe ser golpeada cuando se solicite, y para las voces, se debe exclamar una frase por el micrófono cuando se solicite.
Se hicieron algunas alteraciones en torno al concepto original de Rock Band para preservar la música de The Beatles. Las señales de audio que proporcionan información sobre si la banda está tocando bien, como cuando los espectadores como cantar junto al artista o cuando son abucheados si la banda está fallando, no están incluidos. Los miembros de la banda virtual no son abucheados fuera del escenario si un jugador falla en una canción. En su lugar, el juego simplemente se detiene apareciendo la frase "canción fracasada".

### Controladores

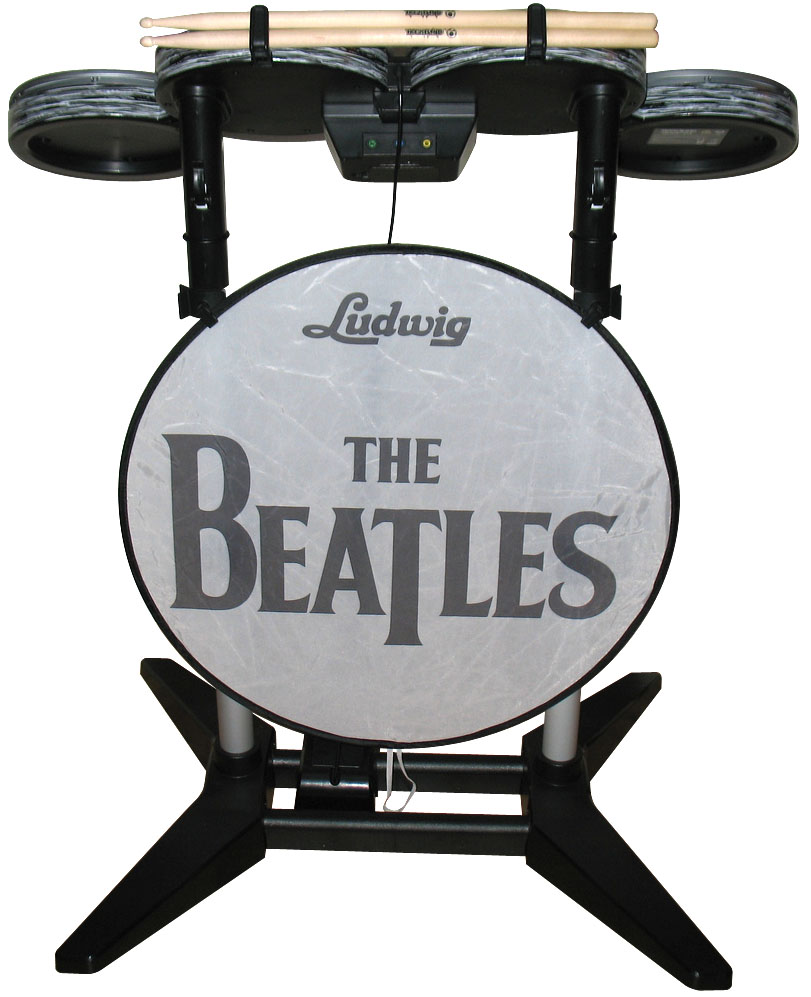
El controlador de una batería Ludwig similar a la que utilizaba Ringo Starr.

Todos los controles disponibles para Rock Band son compatibles con sus respectivas versiones de consola de The Beatles: Rock Band. Del mismo modo, los accesorios diseñados para The Beatles: Rock Band son compatibles con otros títulos de Rock Band. Algunos controladores diseñados para los juegos de Guitar Hero también funcionan con The Beatles: Rock Band.
Cuatro nuevos controladores fueron presentados junto con el juego siendo similares a los modelos utilizados por los miembros de The Beatles: una guitarra Rickenbacker 325 y una Gretsch Duo Jet, un bajo Höfner y una batería Ludwig. Estos controladores funcionan de forma similar a los diseñados para el Rock Band 2, con modelos especialmente estéticos. Un paquete del juego de "Edición Limitada" incluía el controlador de un bajo Höfner, el de una batería marca Ludwig, un micrófono, un micrófono de pie y tarjetas postales temáticas de The Beatles. Un segundo paquete menos costoso contiene los controles introducidos por primera vez en el juego original de Rock Band, este paquete no contiene el micrófono de pie ni las postales. El juego también fue lanzado con un paquete con dos micrófonos SingStar, y finalmente, como una versión independiente. Los controles de la guitarra Rickenbacker y Gretsch se venden por separado.

### Modos
The Beatles: Rock Band cuenta con modos de juego similares a otros juegos de Rock Band, jugable tanto a nivel local como en línea. El modo "Historia" es similar al modo "Carrera" del primer juego de Rock Band y sigue el progreso lineal de la historia de The Beatles, retos opcionales están disponibles en cada historia. "Capítulo", asigna tareas a los jugadores para completar cada canción de un capítulo en específico, como un solo concierto. Al obtener puntuaciones elevadas en las canciones o los desafíos, los jugadores podrán desbloquear fotografías y videoclips de The Beatles tomadas del archivo de Apple Corps para proporcionar algunas "salpicaduras de historia". Una de las "recompensas" desbloqueables es una versión editada de la grabación de Navidad de 1963 de The Beatles.
Hasta seis jugadores pueden participar cooperativamente en cualquier canción del juego a través del modo "Solo/Banda". Dos jugadores pueden jugar uno contra el otro en los dos modos de competencia de Rock Band: "Tug of War", donde ambos interpretan tramos alternados de las canciones tratando de superar el resultado del otro, y "Duelo de Puntuación", donde cada jugador juega simultáneamente la totalidad de una canción mientras trata de acumular la puntuación más alta. Tug of War permite a los jugadores elegir niveles de dificultad individualmente, mientras que "Duelo de Puntuación" requiere que ambos jugadores jueguen en el mismo nivel de dificultad. Estas dos modalidades de competencia requieren que los jugadores usen el mismo tipo de instrumento.
Varios modos de "Entrenamiento" están disponibles para el juego, incluyendo tutoriales para cada instrumento. Los modos de práctica son de un instrumento en específico y permiten a los jugadores practicar canciones enteras o secciones individuales de las canciones. Las prácticas para guitarra, bajo y batería permiten a los jugadores frenar el ritmo de las canciones. El modo de práctica vocal ayuda a enfatizar la parte de la armonía mediante la adición de un sonido generado en forma de onda a la línea de la armonía seleccionada. También hay dos modos de entrenamiento para batería llamados "Lecciones de Batería" y "Beatle Beats".
Inmediatamente antes de tocar una canción, los jugadores deben elegir el nivel de dificultad (que van desde "fácil" a "experto"). El modo "Sin Fallos" permite a los jugadores completar la canción pese a cometer errores. Este último modo se activa automáticamente al seleccionar la dificultad "Fácil". Los jugadores también son capaces de identificar su destreza para la guitarra, bajo o batería antes del inicio de una canción o por el menú de "pausa" del juego.

## Desarrollo

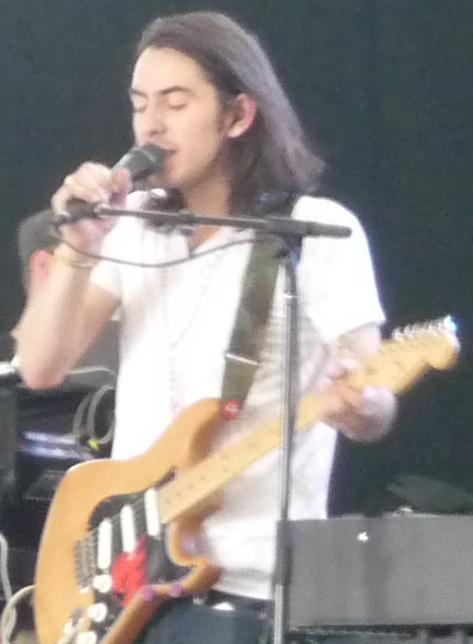
El hijo de George Harrison, Dhani, fue fundamental en la reducción de discusiones entre Harmonix Music Systems y Apple Corps.

La idea de The Beatles: Rock Band se produjo durante un encuentro casual entre el presidente de MTV, Van Toffler y Dhani Harrison, hijo de George Harrison, en un almuerzo dado por Robert Earl durante las vacaciones de Navidad del 2006, poco después de la adquisición de Harmonix por MTV. Dhani, después de haber estado familiarizado con la franquicia de Guitar Hero y el aprendizaje de la reciente adquisición de Toffler, Rock Band, propuso un juego basado en The Beatles. Al mismo tiempo, Dhani ayudó a introducir el concepto de Rock Band a Apple Corps, la compañía de música creada por The Beatles, y a los accionistas de Sir Paul McCartney, Ringo Starr y Yoko Ono. Se organizaron algunas reuniones con los socios usando un prototipo del juego para recabar su interés en el título. Una estipulación que los asociados de Apple Corps pidieron a Harmonix era que las canciones características del juego abarcaran toda la carrera de la banda. Harmonix posteriormente creó una demostración más completa que utilizaba ejemplos de la música y animaciones que se tenían previstas para el juego. El demo de cinco canciones, que incluía una primera estructura de "Here Comes the Sun", fue terminado en febrero de 2008. Se utilizó para obtener la aprobación de McCartney, Starr, Ono y Olivia Harrison, como socios creativos del proyecto. En un artículo de Wired, el vicepresidente de la división de juegos de MTV, Paul DeGooyer, fue citado diciendo: "Ella fue un infierno para los diseñadores". DeGooyer aclaró la declaración poco después de que el artículo había sido publicado, afirmando que la visita fue "un punto alto en el proceso de los dos años de desarrollo" y "esto ha sido manipulado por algunos en la prensa."
Los accionistas de Apple Corps consideraron a The Beatles: Rock Band como una nueva forma de presentar la música de la banda para el público. Se aprobaron las canciones y los lugares que aparecen en el juego, y algunas representaciones animadas con características de las historias de las canciones. McCartney y Starr hicieron algunas anécdotas relativas de The Beatles, mientras que Ono y Harrison proporcionaron información sobre el desempeño de sus maridos fallecidos en las letras de las canciones. A petición del promotor, Ono visitó las oficinas de Harmonix para proporcionar sus comentarios y críticas sobre varios elementos visuales.
Aunque The Beatles: Rock Band tiene como objetivo presentar visualmente y musicalmente la historia de The Beatles, el juego trata de no reproducir los períodos en que hubo conflictos entre los miembros de la banda. Por el contrario, presenta una "versión fantasía" de The Beatles para un mejor funcionamiento en los propósitos de entretenimiento del videojuego. Por ejemplo, Ringo Starr se había alejado de la banda durante los períodos de grabación del álbum The Beatles (comúnmente denominado como The White Album). Por lo tanto, no colaboró en las grabaciones de ciertas canciones, como "Back in the USSR". Sin embargo en el juego, Ringo Starr aparece tocando la batería durante la animación de la canción.

### Producción musical

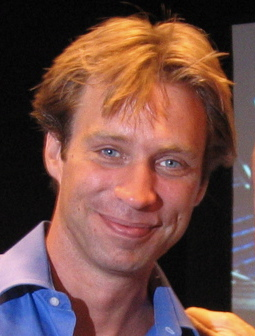
Giles Martin ayudó como productor musical en The Beatles: Rock Band. Previamente él había coproducido el remix del álbum Love con su padre, George Martin, quien produjo casi todos los álbumes de The Beatles.

Preparar las canciones de The Beatles para Rock Band fue un desafío técnico importante para Harmonix. Las canciones anteriores de la banda, fueron grabadas en dos y cuatro pistas de grabación, motivo por el cual fue necesario tener que remodelar las canciones a un formato multipista que es esencial para proporcionar reacción en los personajes. Cada uno de los cuatro instrumentos del juego necesitan tener sus propias partes, por ejemplo, cuando un jugador presiona mal una nota de la pista de la guitarra, el sonido de la guitarra de detiene temporalmente, sin afectar el de los otros instrumentos. Estos temas únicos no estuvieron disponibles hasta la nueva remasterización de 2009, por lo que el equipo comenzó con las grabaciones masterizadas originales.
El equipo de desarrollo fue capaz de traer a Giles Martin como productor musical del juego. Recientemente Martin había finalizado la coproducción del proyecto Love en 2006 con su padre George Martin y por lo tanto ya estaba familiarizado con el catálogo de The Beatles. A través de este proyecto, Martin creó copias digitales de todas las grabaciones originales, que ayudaron en su trabajo en The Beatles: Rock Band. Usando un software de análisis forense de audio, Martin y su equipo fueron capaces de extraer el sonido de los instrumentos mediante el aislamiento de los sonidos a cierta frecuencia con filtros digitales, asegurando así la capacidad multipista de las grabaciones originales de The Beatles. Este proceso, fue llevado a cabo en unos meses en el Abbey Road Studio 52 con la ayuda de Paul Hicks y otros ingenieros de grabación de Abbey Road.
Durante el desarrollo del juego, Harmonix solo utilizó las versiones de baja fidelidad de las remasterizaciones, que eran suficientes para la programación y la cartografía, Apple Corps tenía el temor de que la filtración de cualquier pista de alta fidelidad remasterizada de los estudios de Abbey Road llegara a conducir a un uso no autorizado. Las versiones de alta fidelidad de las canciones no se aplicaron hasta la publicación final del juego. Harmonix realizó remezclas adicionales muy diferentes a las de estas remasterizaciones, en algunos casos, tres diferentes partes de la guitarra solista y rítmica fueron fusionadas a una sola, aumentando ligeramente el volumen de la pista en el juego. La capacidad para un máximo de tres jugadores al cantar las armonías vocales, no es una característica presente en los juegos anteriores de Rock Band, fue diseñada e implementada como una característica opcional, para no abrumar a los jugadores.
Mientras que las grabaciones en directo de canciones, como "Paperback Writer" en el Budokan, fueron disponibles, Martin creyó que algunas de estas entregas fueron descuidadas y no serían agradables de jugar. En cambio, las versiones de estudio añaden efectos de audio de presentaciones en directo para crear un ambiente al estilo de un "concierto en vivo". En varios casos, el equipo optó por reestructurar un poco las terminaciones de ciertas canciones, especialmente las que se desvanecen. Las diferencias entre las canciones del álbum y las del juego, continuaron con el lanzamiento de contenido descargable, en particular la inclusión de un acorde que falta al final de la última canción de Abbey Road, "Her Majesty".
Dhani Harrison declaró que el juego incluirá "cosas que nunca se han escuchado y que tampoco habían sido publicadas." Algunos de los nuevos materiales incluyen una charla de la banda y las melodías de algunos instrumentos tomadas de sus grabaciones. Este sonido se reproduce en las pantallas al momento de cargar ciertas canciones. En el estudio de Abbey Road, Martin volvió a crear algunos de los sonidos incidentales de las grabaciones, interpretándolos a través de altavoces pero capturando el sonido acústico del estudio de grabación. En un caso, por ejemplo, este proceso implicó la grabación de cuatro personas imitando la acción de beber el té. Toda la sección de los créditos del juego también se componen de esta charla y tomas de estudio.
En coordinación con el equipo de arte, los programadores de audio intentaron proyectar de manera realista las notas de las canciones en relación con las actuaciones reales de The Beatles. Para las partes de la guitarra, las notas de colores no fueron elegidas necesariamente para que coincidieran con la tonalidad de la música, sino para que replicaran el movimiento y la posición del dedo usado por los intérpretes originales. Estas fueron emparejadas con diez diferentes animaciones de rasgueo que se usan para las representaciones virtuales de los guitarristas. En la dificultad "experto" en las pistas de batería, se deben hacer coincidir todos y cada uno de los tambores ejecutados en una canción, incluyendo algunos ritmos peculiares provocados por el hábito ambidiestro de Starr tocando la batería. Las voces se ralentizaron y se dividieron en segmentos fonéticos, permitiendo que el equipo artístico pudiera determinar el movimiento facial adecuado para que los personajes virtuales fueran al par de las letras.

### Producción artística
Los bienes artísticos fueron hechos con la ayuda de Apple Corps, dejando a los desarrolladores de Harmonix tener acceso a su archivo privado, así como fotografías personales de los accionistas. Apple Corps puso estrictas condiciones sobre como quería que fuera el aspecto de The Beatles, el director de arte Ryan Menores observó los diseños de los personajes antes que el equipo del arte pusiera en desarrollo las visualizaciones. Además del material de Apple Corps, los diseñadores de Harmonix observaron el octavo capítulo de The Beatles Anthology para mayores referencias de la banda. Estos materiales fueron revisados meticulosamente para reproducir los trajes que usaban The Beatles en cada uno de sus conciertos, así como las herramientas que utilizaban para las grabaciones y actuaciones en directo.
Aunque McCartney había esperado a que la tecnología permitiera hacer que los miembros de la banda aparecieran de manera hiper-realista, Harmonix optó por empezar con dibujos animados demasiado exagerados, como los diseños, que gradualmente fueron tomando un aspecto más realista. Para los movimientos de los personajes se tuvieron que hacer capturas de movimiento de bandas tributo a The Beatles. Dhani Harrison también ayudó con el modelado de la animación de personajes en el juego.
El equipo diseñó los lugares que representaban la historia de The Beatles para crear una atmósfera realista. Por ejemplo, el escenario de The Ed Sullivan Show fue recreado a partir de fotografías y vídeos, incluyendo una fotografía en color que fue tomada de la colección privada de Apple. El Cavern Club, el Shea Stadium, el Budokan, los Estudios Abbey Road y la azotea de Apple Corps son sitios que también aparecen en el juego. El vestuario de la década de 1960 fue investigado para aplicárselo correctamente a los diversos espectadores virtuales en estos lugares.
Animaciones especiales llamadas "Dreamsacape" hacen un resumen de los paisajes representativos de cada canción. Por ejemplo, el dreamscape de "Octopus's Garden" tiene lugar en un arrecife bajo el agua, mientras que el de "I Am The Walrus" es una reminiscencia de la actuación psicodélica de la canción de la banda de la película Magical Mystery Tour en 1967. El concepto del "dreamscape" fue evolucionado a partir de las sesiones de desarrollo entre Harmonix y Apple Corps., como Rock Band es un juego que revive las actuaciones musicales, simplemente retratar a The Beatles en los estudios Abbey Road no era suficiente, y los dreamscape proporcionan una forma de representar una canción de una manera especial. Mientras que el equipo de arte utilizó los materiales existentes como referencia, Apple Corps. alentó a los accionistas para que las canciones se demostraran de una nueva manera. Al parecer, Harmonix se inspiró en el espectáculo del Cirque du Soleil, Love, que hace interpretaciones del catálogo musical de The Beatles. Los guiones técnicos de los dreamscape se crearon utilizando dibujos a mano en 2D generados por computadoras artísticas.
El juego incluye una apertura y una clausura cinematográfica muy estilizadas, las cuales fueron construidas bajo la producción de Pete Candeland de Passion Pictures, con la ayuda del animador Robert Valley e imágenes de fondo de Alberto Mielgo. Candeland, quien es conocido por su trabajo de animación en los videos de Gorillaz, produjo también el video de apertura para las ediciones originales Rock Band y Rock Band 2. Con una duración de dos minutos y medio, la apertura cinematográfica ofrece una breve historia representativa de la banda intercalando numerosas referencias de las canciones de The Beatles, seguido por escenas más metafóricas que reflejen sus álbumes de estudio. Antes de cada uno de los capítulos en el modo historia del juego, se presentan cortas introducciones animadas, preparadas por el estudio de diseño gráfico de MK12.

### Promoción

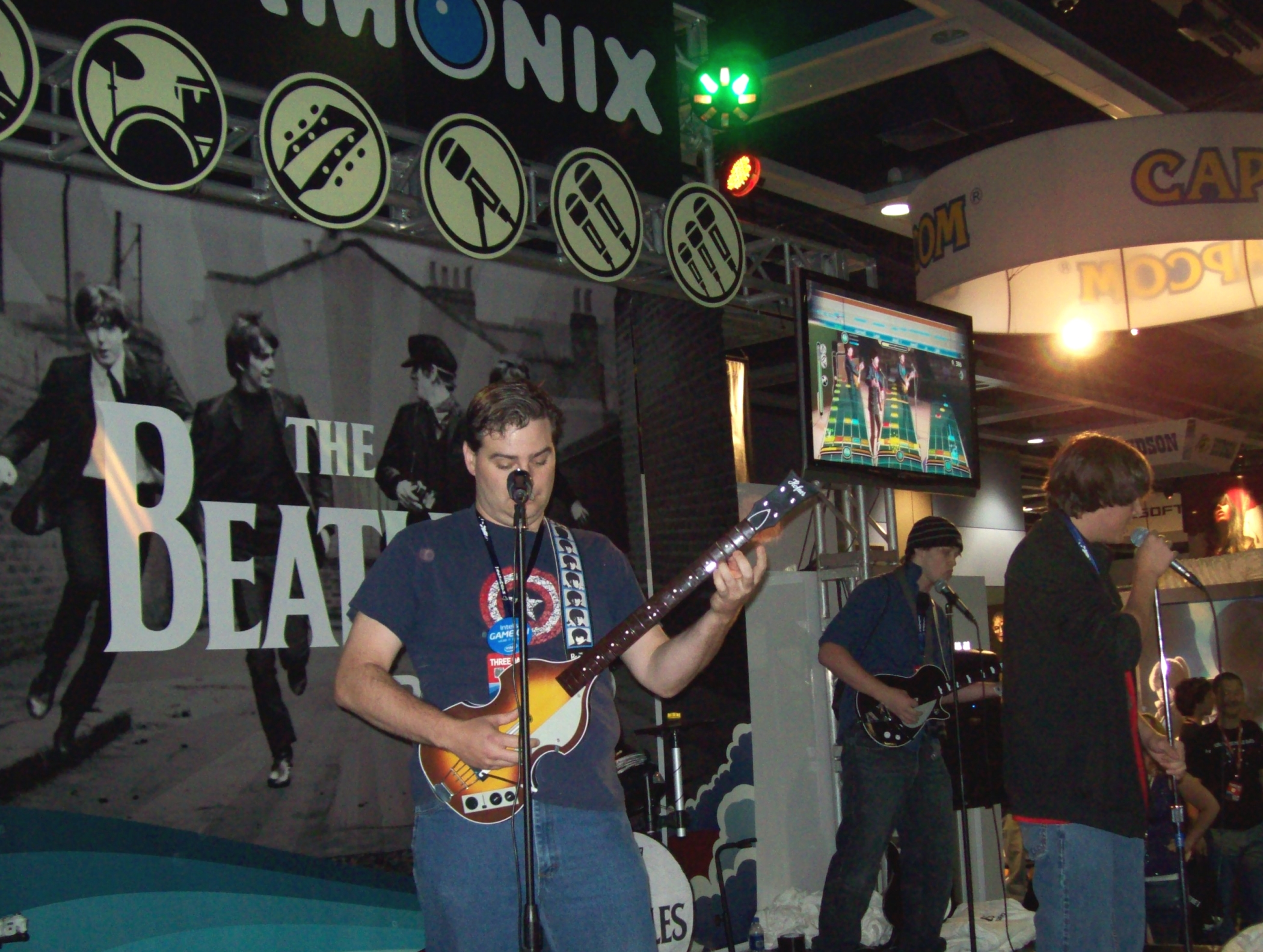
Tres personas jugando The Beatles: Rock Band en el escenario de Penny Arcade Expo en Seattle, Washington el 4 de septiembre del 2009.

The Beatles: Rock Band fue anunciado por primera vez el 30 de octubre de 2008, cuando Harmonix, MTV Games y Viacom llegaron a un acuerdo exclusivo con Apple Corps, Ltd. para producir el título independientemente. Antes de este anuncio, había rumores que tanto Harmonix/MTV Games y Activision se disputaban las canciones de The Beatles, este último para la franquicia de Guitar Hero. El acuerdo fue el resultado de 17 meses de discusiones. John Drake, portavoz de relaciones públicas de Harmonix, declaró que Apple Corps "respetaría y apreciaría la forma creativa en que Harmonix trabaja para los juegos de ritmo", como parte del éxito del proyecto. Eversheds, la firma de abogados que trabaja para Apple Corps. dijo que tanto The Beatles: Rock Band y la próxima versión de Yellow Submarine hecha por Disney, necesitaban al menos seis meses para completar los complejos acuerdos y trámites de derechos de autor, marcas registradas, y las cuestiones de publicación. Viacom acordó con los propietarios de las canciones de The Beatles que les daría un mínimo garantizado de $10 millones por regalías y más de $40 millones sobre la base de proyecciones iniciales de ventas, una cantidad que el presidente Martin Bendier de Sony/ATV Publishing ha declarado que "ni siquiera comparable con lo que se ha hecho antes".
El juego fue lanzado internacionalmente el 9 de septiembre de 2009. El lanzamiento del juego fue planeado para coincidir con el lanzamiento de las nuevas versiones de remasterizadas en CD de los álbumes de The Beatles. Las primeras imágenes de The Beatles: Rock Band aparecieron por primera vez el 18 de abril de 2009, durante la actuación de Paul McCartney en el Festival de Música y Artes de Coachella Valley. McCartney siguió utilizando imágenes del juego durante sus conciertos mientras estaba de gira durante los meses previos al lanzamiento del juego. El juego fue formalmente mostrado el 1 de junio de 2009 en el E3 2009. Presentado por Harmonix al comienzo de una conferencia de prensa de Microsoft, Paul McCartney y Ringo Starr tomaron brevemente el escenario para discutir sobre el juego. Yoko Ono y Olivia Harrison también hicieron una breve aparición. El demo de E3 del juego mostraba una recreación de los estudios Abbey Road.

La página web oficial del juego fue revelada a principios de 2009, mostrando solo imágenes de los estudios Abbey Road y la fecha de lanzamiento del juego. Con el tiempo, aparecieron imágenes de The Beatles con sus instrumentos en el estudio. El 5 de mayo de 2009, el sitio fue actualizado para incluir información general y medios de promoción. Los clientes que pre-ordenaron el juego con los proveedores oficiales recibieron un código de acceso para ver imágenes en exclusiva y videos que finalmente se hicieron públicos.
En agosto de 2009, VH1 Classic transmitió algunos videos musicales del especial de TV Around The Beatles (1964), Help! (1965), y el video musical de la canción "Birthday" en el juego, promoviendo el lanzamiento de la tienda en línea de The Beatles Rock Band. Esta tienda también fue promovida en varios segmentos del canal de compras QVC, además del videojuego, los álbumes remasterizados de The Beatles y otros productos relacionados; varios trabajadores de Harmonix se presentaron para hacer una demostración del videojuego.
Un anuncio para el juego fue un video de la canción "Come Together" que se estrenó el 28 de agosto de 2009. El anuncio cuenta con una recreación en vivo de la icónica portada del álbum Abbey Road, con The Beatles cruzando la calle y una multitud de personas siguiéndolos, algunas de las cuales llevan los controladores del juego. El anuncio fue dirigido por Marcel Langenegger, quien trabajó con Apple Corps y Giles Martin para hacer una mezcla de imágenes de The Beatles para el vídeo. Contrafiguras de las imágenes, examinadas por los accionistas de Apple Corps, aparecen en algunas tomas. El 8 de septiembre de 2009, Dhani Harrison apareció como invitado en el programa The Tonight Show with Conan O'Brien para promover el juego. Harrison y O'Brien interpretaron la canción "Birthday" al final del show.

## Banda sonora
El juego incluye 45 canciones de los trece álbumes que The Beatles grabaron durante su periodo de actividad con EMI Records. Seis sencillos que no pertenecieron a ningún álbum y la pista mezclada "Within You Without You/Tomorrow Never Knows" del álbum remix del 2006 Love también fueron incluidas. Las canciones de la banda sonora están bajo licencia de Sony/ATV Music Publishing Company. Aunque Michael Jackson, que poseía el 50% de los derechos de publicación de las canciones de The Beatles a través de Sony/ATV, murió en junio de 2009, la venta de sus bienes no afectaron a las canciones del programa de lanzamiento de The Beatles: Rock Band, según Harmonix.

### Contenido descargable
Las canciones adicionales para el juego están disponibles como contenido descargable. La canción "All You Need Is Love" fue la primera en poder ser descargable, parte de los ingresos de las descargas de la canción ($1.40 de los $2 del coste de la canción) son donados a Médicos Sin Fronteras. La canción estaba inicialmente disponible como una descarga exclusiva de Xbox 360 el mismo día que el juego fue lanzado. Después de dos semanas del lanzamiento del juego, "All You Need Is Love" fue anunciada por Microsoft y MTV como descargable para cualquiera de las plataformas de Rock Band, con decenas de miles de descargas; La canción fue descargada más de 100.000 veces a finales de septiembre. y para febrero, había generado cerca de $200.000 para la caridad. La canción ya está disponible para descargar en Wii y PlayStation 3.
Todas las canciones restantes de los álbumes Abbey Road, Sgt. Pepper's Lonely Hearts Club Band y Rubber Soul están también como contenido descargable. Mientras que existen posibilidades para que el catálogo de The Beatles esté disponible, es muy poco probable, según John Drake de Harmonix. Drake llama al proceso de desarrollo como muy costoso lo que hace un factor prohibitivo: "Cada vez que hacemos una canción, no es como en Rock Band, donde esperamos a que los trabajadores vengan y lo hagan todo, en The Beatles: Rock Band se necesita pedir el uso de las cintas originales a la gente de Abbey Road, separarlas... cuesta miles de dólares." Foster de Harmonix dijo que las actuaciones en solitario de los miembros de The Beatles no se incluirán como contenido descargable.
El contenido descargable para The Beatles: Rock Band y otros títulos actualmente disponibles para Rock Band (incluyendo Rock Band, Rock Band 2, y Rock Band Unplugged) no son compatibles entre sí. Además, las canciones de The Beatles no son exportables a otros juegos de la serie Rock Band. Chris Foster de Harmonix citó que la nueva característica en el juego de las armonías vocales, así como las animaciones fantasiosas en las canciones como razones para la falta de exportabilidad a otros juegos de Rock Band. John Drake, señaló que el desarrollador hizo bien al separar las canciones de The Beatles de otros títulos de Rock Band ya que sus canciones deben ser tratadas como "icono", y es necesario mantener su música separada de otras canciones.

## Recepción
The Beatles: Rock Band fue recibido con grandes elogios por parte de varios medios de comunicación en su lanzamiento. En cuanto a lo atractivo del juego, Chad Sapieha de The Globe and Mail indicó que el juego podría desatar una nueva ola de Beatlemania, mientras que Seth Schiesel de The New York Times lo calificó de "nada menos que un hito cultural". Algunos críticos elogiaron el título como un gran líder de los juegos de música; Randy Lewis, de Los Angeles Times describió el juego como "un gran paso para los videojuegos de género musical", mientras que Johnny Minkley de Eurogamer lo llamó "el nuevo modelo para juzgar todas las experiencias de la banda".
Descrito como una "gran experiencia interactiva Beatle", el juego fue creado para que los jugadores estuvieran más cerca de la banda a través de un medio emocionante y novedoso. Al jugar cada una de las canciones en el juego, los jugadores tienen una mejor apreciación de la estructura y complejidad de las composiciones y actuaciones de The Beatles. Entusiastamente, los críticos escribieron sobre los valores sentimentales que transcurren en el modo de carrera del juego, que hace recordar la historia de la banda. La mayoría de los críticos dieron opiniones positivas acerca de los elementos visuales y auditivos del juego; Abbie Heppe de G4 consideró que era una mejor elección comprar el videojuego que el paquete de los discos remasterizados, citando a las animaciones especiales como interesantes y originales. Las secuencias fantasiosas en las canciones fueron elogiadas como "deslumbrantes" y "evocadoras". Sin embargo, Schiesel señaló que debido a la concentración de los jugadores por permanecer en el juego, las animaciones "sirven sobre todo para entretener a los espectadores". Heppe señaló que la saturación de color en los elementos de fondo y los efectos visuales hacen poco contraste con las notas que se desplazan en la pantalla, lo que hace difícil jugar el videojuego. Después del lanzamiento del juego, el diseñador de Harmonix, Chris Foster reconoció que las imágenes pueden ser "demasiado abrumadoras al momento de jugar". La aplicación de las tres armonías en el juego, aclamada por algunos como la más importante novedad en la serie, fue bien recibida.
El principal problema que los críticos citaron es la longitud del juego, ya que la mayor parte del contenido del juego puede ser completado en pocas horas. Will Tuttle de GameSpy preguntó si Harmonix había limitado el número de canciones sabiendo que en un futuro próximo habría más contenido descargable para el juego El poco número de canciones, junto con las nuevas temáticas en los controladores, hicieron al juego una propuesta costosa para los nuevos juegos de ritmo. Debido a la limitada selección de canciones del videojuego, algunos críticos cuestionaron la inclusión de determinadas canciones y la exclusión de las canciones más populares. Además, los críticos afirmaron que la dedicación completa en el juego a The Beatles, sin la opción de tener compatibilidad con otros títulos de Rock Band, puede llevar al juego a ser aburrido y tedioso sin tener ninguna variedad, lo que dificulta la naturaleza social del juego. Justin Haywald de 1UP.com consideró que al establecer el nombre de Rock Band al título del juego, había ciertas expectativas de que el catálogo de canciones fuera más ampliable y hubiera la posibilidad de jugar en los anteriores títulos de Rock Band, cosa que en The Beatles: Rock Band no pasó. Algunos jugadores procedentes de las versiones anteriores de Rock Band consideraron que las canciones en The Beatles: Rock Band carecen de grandes cambios técnicos. Sin embargo, es notable que las pistas son menos difíciles siendo un beneficio para los nuevos jugadores en la serie, así como los que tratan de cantar las partes de la armonía del juego. Algunos críticos señalaron que el juego deliberadamente evita determinados aspectos de la historia de The Beatles; como el miembro anterior de la banda Pete Best o los colaboradores como Billy Preston que nunca se ven durante el juego.
PC World colocó a The Beatles: Rock Band como el 9º Mejor Producto de 2009.
El juego ganó el premio de 'Mejor Juego Musical' en el Spike Video Game Awards de 2009. También ganó en la sección de "Mejor Juego Familiar del Año" y estuvo nominado por "Mejor banda sonora" en la decimotercera edición del Interactive Achievement Award.
 El juego también estuvo nominado en la sección de "Mejor Audio" por el Game Developers Choice Awards. El sitio web oficial del juego, publicado por Harmonix, ganó en la categoría de "Mejor sitio web relacionado con un juego" en la 14a edición de los Premios Webby.

### Recepción en E3

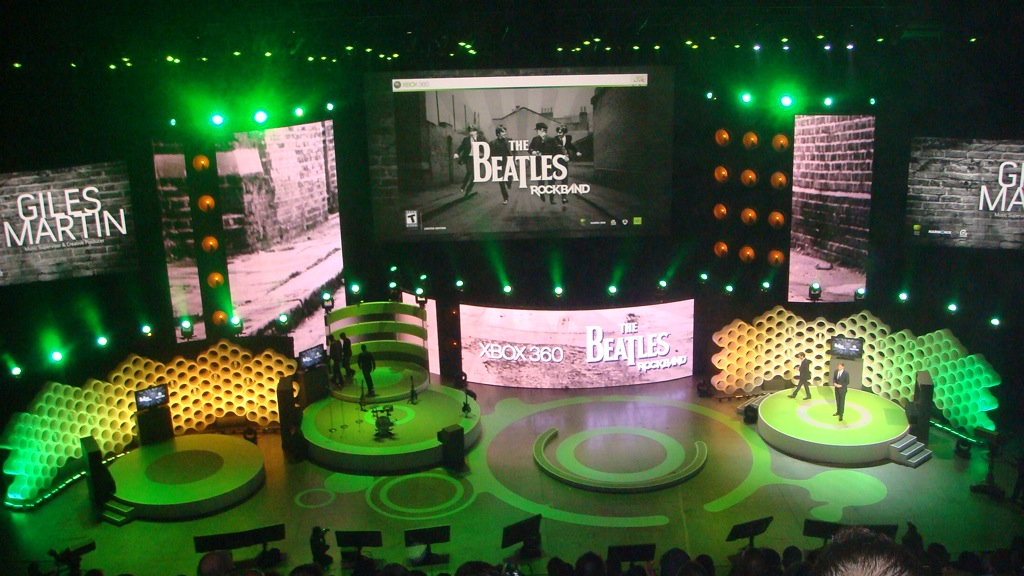
Presentación de The Beatles: Rock Band en la convención E3 de 2009.

The Beatles: Rock Band fue bien recibido en la convención E3 de 2009 y fue nombrado el mejor juego musical por GameSpot, GameSpy, 1UP.com, y X-Play; el juego también estuvo nominado en la categoría de Mejor juego de música y ritmo por el Game Critics Awards e IGN. El video animado de apertura, publicado el mismo día de la convención, fue elogiado por la prensa. Fue descrito como "surrealista" tanto por el diario Los Angeles Times y el blog Offworld de Boing Boing. Frames Per Second lo llamó "simplemente impresionante" y la revista Entertainment Weekly lo describió como un "trabajo fenomenal". La segunda parte del video, donde pasa de una animación en dibujos animados a un escenario en 3D fue descrito como "un mashup de Peter Max y Unreal Engine…dirigido por el fantasma de Salvador Dalí" por el blog GameCulture de ECA. El video de apertura recibió el Premio Británico de la Animación de 2009 por la "Mejor Comité de Animación".

### Ventas
Según el delegado de Viacom, Philippe Dauman, un cuarto del inventario de The Beatles: Rock Band fue vendido durante su primera semana de lanzamiento, superando las expectativas de venta. Dauman contribuyó con cierto éxito a disminuir el costo del juego para PlayStation 3, apenas unas semanas antes del lanzamiento de The Beatles: Rock Band.
The Beatles: Rock Band fue el cuarto juego más vendido en todas las plataformas en su primera semana de lanzamiento en el Reino Unido. Según el NPD Group, The Beatles: Rock Band vendió 254.000, 208.600 y 134.600 unidades en sus respectivas versiones para Xbox 360, Wii y PlayStation 3. En septiembre de 2009, en los Estados Unidos el juego se colocó respectivamente en la posición 5, 10, y 20 en ventas del mes. Las ventas totales en todas las plataformas en los Estados Unidos fueron de 595.000 unidades, con ingresos de entre $59-60 millones, y fue la 2ª más alta generación de ingresos de un juego detrás de Halo 3: ODST. Aunque MTV Games ha declarado que está satisfecho con las ventas del juego, el número de ventas estuvo por debajo de los valores proyectados por los analistas de la industria, atribuyéndoselo a la lenta recuperación del mercado de los videojuegos de la crisis económica de 2008-2009. En diciembre de 2009, Harmonix declaró que el juego había vendido más de un millón de copias en todo el mundo. Los datos de NPD Group reportaron a finales de 2009 que las ventas del juego en América del Norte y en todo el mundo eran de 1,18 y 1,7 millones. Teniendo en cuenta el número de ventas de The Beatles: Rock Band en América del Norte a los cerca de un millón de unidades vendidas por Guitar Hero 5, la revista Advertising Age identificó la capacidad de MTV Games y Harmonix para promocionar la música de The Beatles y sus otros asociados con métodos más experimentales que los medios más tradicionales.